# 北冕座κb
北冕座κb（Kappa Coronae Borealis b）是一個距離地球約102光年的系外行星，位於北冕座。該行星由約翰·阿謝爾·強森（John Asher Johnson）等人以行星對母恆星重力影響徑向速度變化的方式發現。該行星於2007年9月首次被觀測，並於同年11月發表相關論文。

## 行星性質
北冕座κb的質量下限是1.8倍木星質量或570倍地球質量；不過目前因為不知道它的軌道傾角，無法得知其真實質量。它的軌道半長軸是2.7天文單位；公轉週期是1208日或3.307年。